# El Mirador

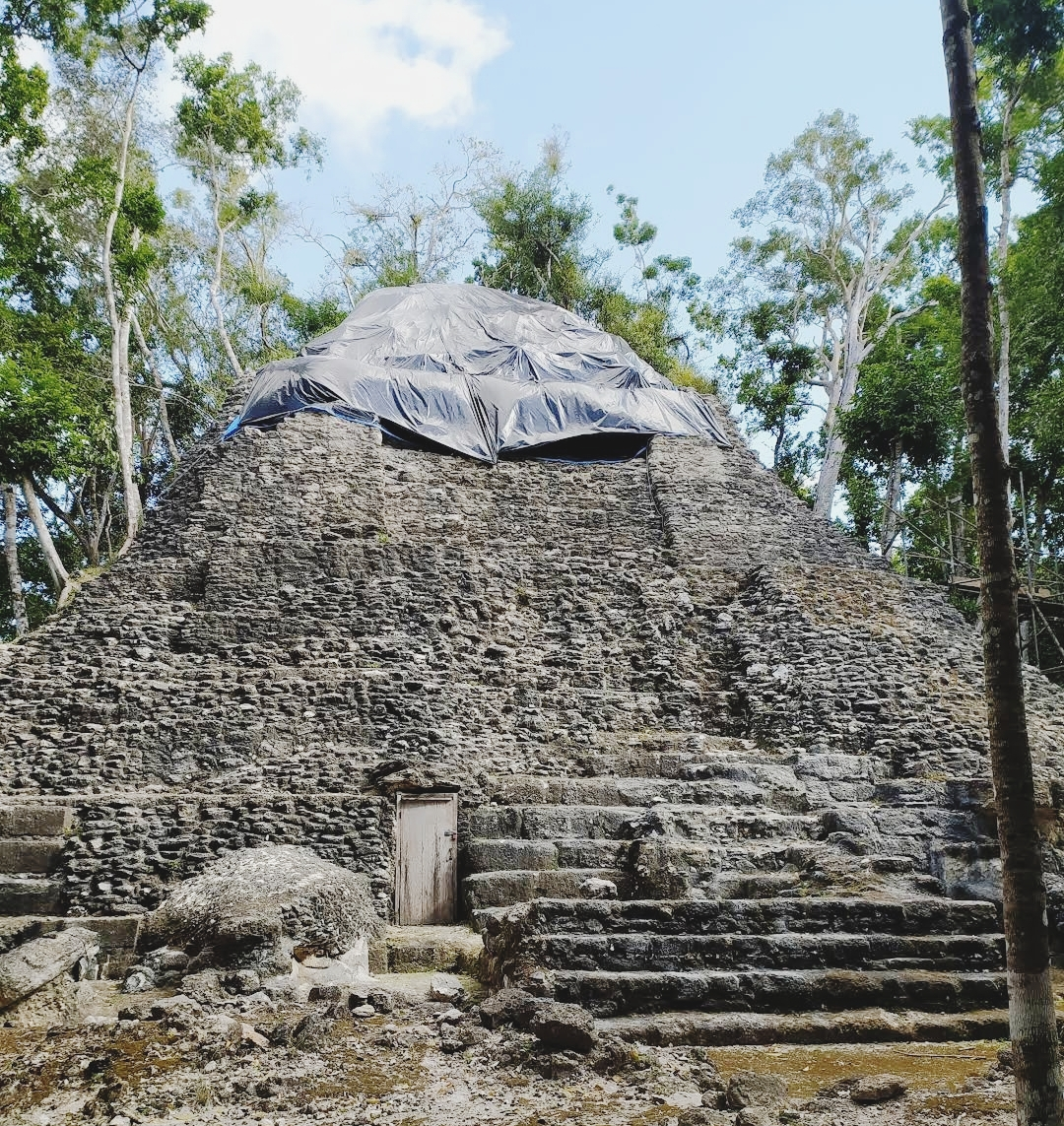
Pyramide La Danta in El Mirador

El Mirador ist die größte Maya-Metropole aus der Präklassik. Die Ruinen liegen in El Petén, dem nördlichsten Departamento Guatemalas. Die Stadt wurde etwa 50 n. Chr. von ihren Bewohnern verlassen; wiederentdeckt wurde sie erst 1926. In El Mirador wurden viele Darstellungen des Vogelgottes Vucub Caquix gefunden.
In El Mirador gibt es zirka 35 Gebäude, welche jeweils auf einer 3-Stufen-Akropolis gebaut wurden. Davon sind zwei Strukturen besonders groß. Der „El Tigre“-Tempel ist zirka 55 Meter hoch. „La Danta“ misst etwa 70 Meter und ist mit einem Volumen von 2.800.000 Kubikmetern eine der größten Pyramiden der Welt.
2009 wurde in El Mirador ein vier Meter langer und drei Meter hoher Mayafries gefunden, der ungefähr aus dem Jahr 300 v. Chr. stammt und damit der älteste bislang bekannte Mayafries ist. Der Fries besteht aus Kalkstein und Stuck und zeigt Hunahpú und Ixbalanqué beim Baden in einem Fluss.
2016 entdeckten Forscher mit Hilfe moderner Lasertechnologie ein Sacbésystem, das El Mirador mit den Orten der Umgebung verband. Die insgesamt 17 Straßen weisen eine Gesamtlänge von 240 Kilometern auf. Die Forscher sprechen von dem ersten Landstraßennetz der Erde.